# Скідель
Скідель (біл. Скідзель) — місто, розташоване в Гродненському районі Гродненської області в Білорусі на річці Скідлянка, за 30 км на схід від Гродно. Населення — близько 10 тисяч жителів (2004). Статус міста районного підпорядкування отримано в 1974 році

## Економіка
Скідельский цукровий комбінат — найбільше підприємство міста: крім того, у місті працюють Скідельский комбінат будівельних матеріалів, Скідельский завод залізобетонних виробів, Скідельский маслосирзавод, продукція якого експортується до Росії та деякі інші підприємства.

## Історія
Перші згадування про Скідель датуються 1501 роком. В 1615 році місто стало власністю шляхетского роду Радзивілів. В 1706 році місто розорене військами імператора Карла.
Під час Німецько-радянської війни в Скіделі знаходився один із таборів смерті, у якому було знищено близько 2300 чоловік.

## Галерея

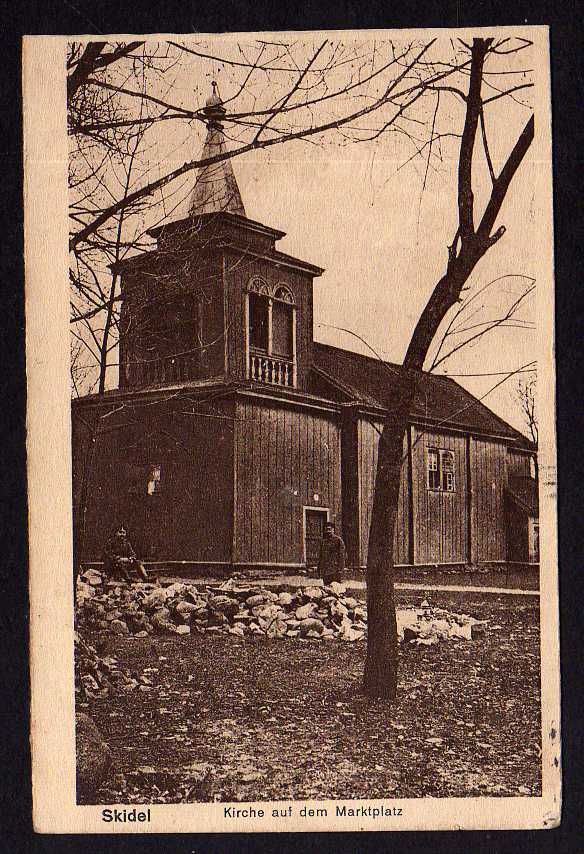
Скідель (1917)
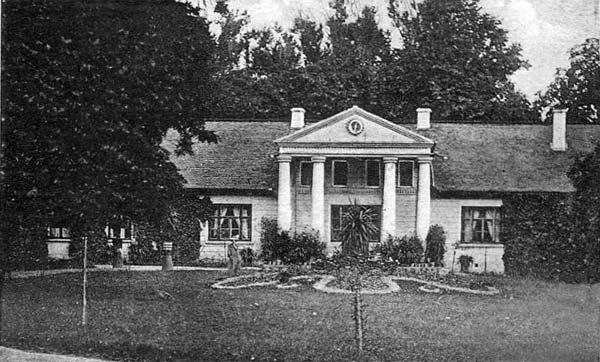
Скідель (1920)
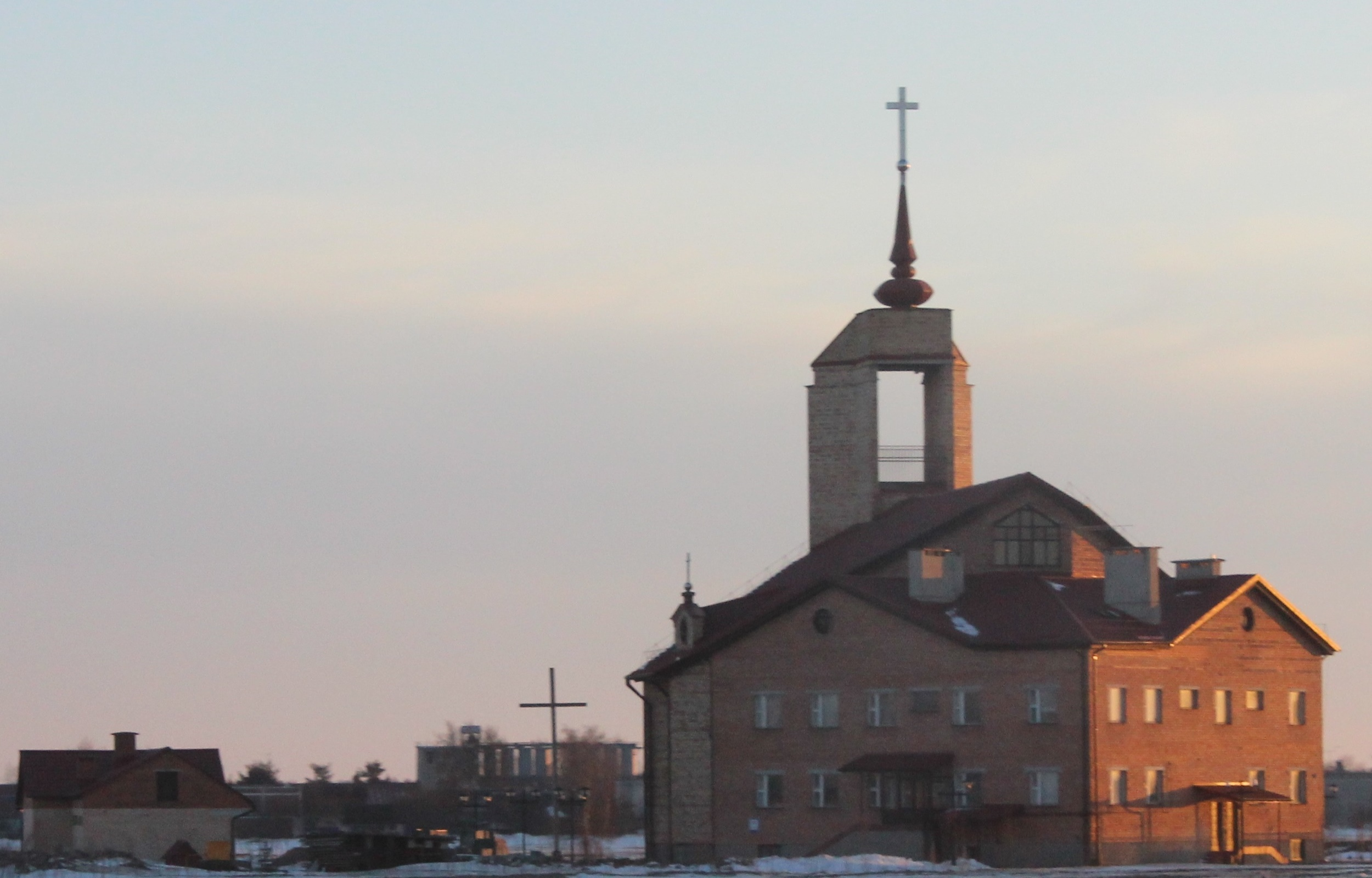
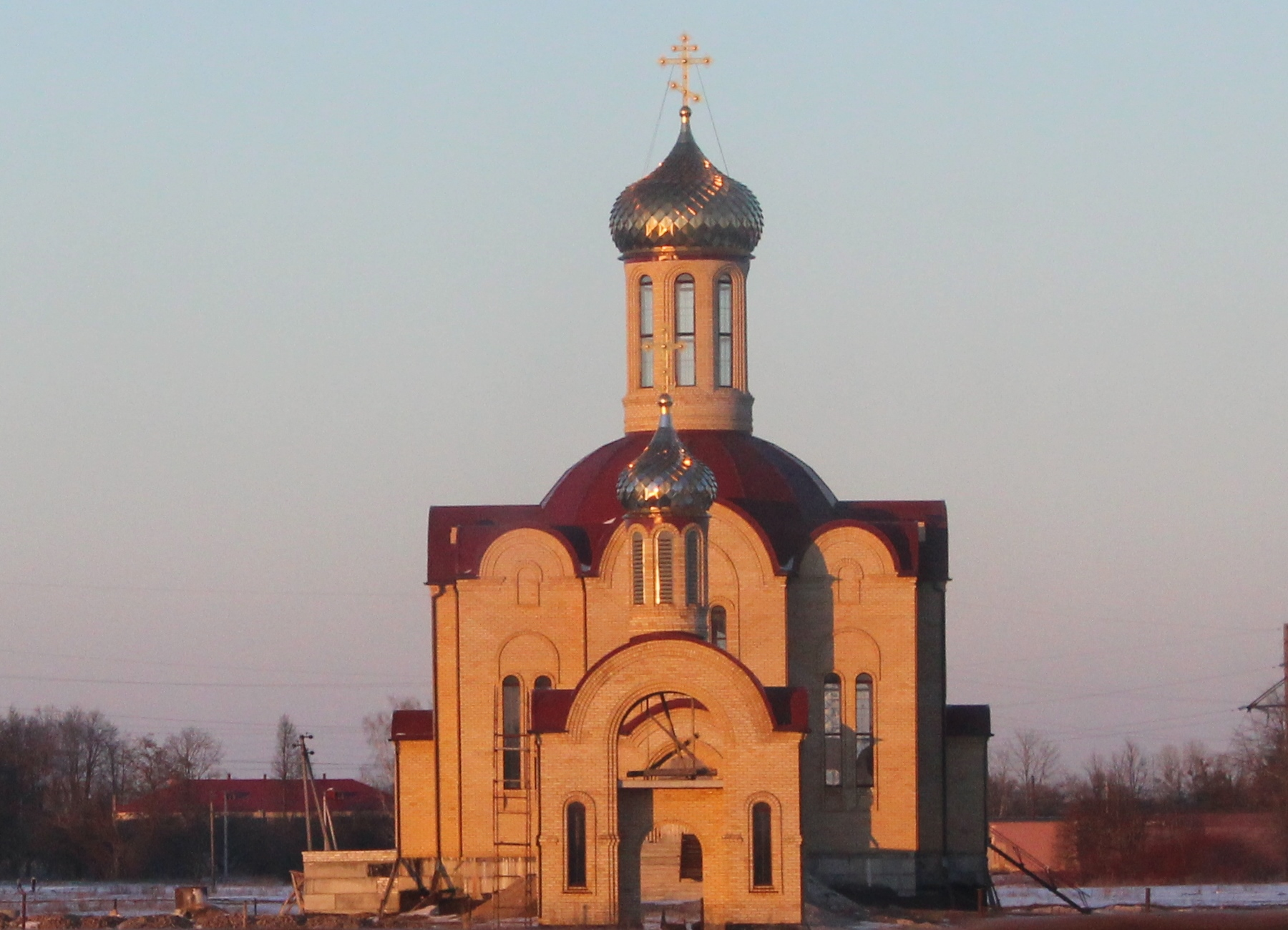